# Запис крст код цркве (Лебане)
Запис крст код цркве (Лебане) се налази на парцели чији је власник Православна црквена општина.

## Локација
| Општина             | Лебане                                                                      |
| Катастарска општина | Лебане                                                                      |
| Потес               | Цара Душана                                                                 |
| Координате          | 42° 55′ 04″ С; 21° 44′ 11″ И / 42.917900000000003° С; 21.736499999999999° И |
| Надморска висина    | 280m                                                                        |

## Карактеристике
Дендрометријске вредности утврђене на терену и сателитским снимцима:
| Стабло                     | Крст |
| Висина стабла              | m    |
| Обим дебла                 | m    |
| Пречник крошње             | 0m   |
| Пречник дебла              | m    |
| Висина дебла до прве гране | m    |

## База записа
Запис је у оквиру Викимедија пројекта "Запис - Свето дрво" заведен под редним бројем 1259.